# روبرت إم. بومان
روبرت إم. بومان (بالإنجليزية: Robert M. Bowman)‏ هو ضابط أمريكي، ولد في 19 سبتمبر 1934، وتوفي في 22 أغسطس 2013.